# McCamey, Texas
McCamey là một thành phố thuộc quận Upton, tiểu bang Texas, Hoa Kỳ. Năm 2010, dân số của xã này là 1887 người.

## Dân số
- Dân số năm 2000: 1805 người.
- Dân số năm 2010: 1887 người.